# Episodi di Cougar Town (prima stagione)
La prima stagione della serie televisiva Cougar Town, composta da 24 episodi, è stata trasmessa in prima visione negli Stati Uniti d'America da ABC dal 23 settembre 2009 al 19 maggio 2010.
In Italia la stagione è stata trasmessa in prima assoluta dal canale satellitare Fox Life dal 5 febbraio al 16 luglio 2010. In chiaro è stata invece trasmessa da Canale 5: i primi 12 episodi sono andati in onda dal 27 dicembre 2010 al 7 gennaio 2011, mentre i restanti episodi sono andati in onda dal 21 maggio 2011.
| nº | Titolo originale               | Titolo italiano                    | Prima TV USA      | Prima TV Italia  |
| -- | ------------------------------ | ---------------------------------- | ----------------- | ---------------- |
| 1  | Pilot                          | Single a 40 anni                   | 23 settembre 2009 | 5 febbraio 2010  |
| 2  | Into the Great Wide Open       | Ventenne per un weekend            | 30 settembre 2009 | 12 febbraio 2010 |
| 3  | Don't Do Me Like That          | Il decimo appuntamento             | 7 ottobre 2009    | 17 febbraio 2010 |
| 4  | I Won't Back Down              | Non mollare mai                    | 14 ottobre 2009   | 26 febbraio 2010 |
| 5  | You Wreck Me                   | Mi hai "rotto" il record           | 21 ottobre 2009   | 5 marzo 2010     |
| 6  | A Woman in Love (It's Not Me)  | Una donna innamorata (non sono io) | 28 ottobre 2009   | 12 marzo 2010    |
| 7  | Don't Come Around Here No More | La ciurma del cul de sac           | 4 novembre 2009   | 19 marzo 2010    |
| 8  | Two Gunslingers                | Le due gorilla                     | 18 novembre 2009  | 26 marzo 2010    |
| 9  | Here Comes My Girl             | La ragazza di Travis               | 25 novembre 2009  | 2 aprile 2010    |
| 10 | Mystery Man                    | L'uomo del mistero                 | 9 dicembre 2009   | 9 aprile 2010    |
| 11 | Rhino Skin                     | Quello che le donne non dicono     | 6 gennaio 2010    | 16 aprile 2010   |
| 12 | Scare Easy                     | Il penny nel barattolo             | 13 gennaio 2010   | 23 aprile 2010   |
| 13 | Stop Dragging my Heart Around  | Prima o poi                        | 20 gennaio 2010   | 30 aprile 2010   |
| 14 | All The Wrong Reasons          | Il fine non giustifica i mezzi     | 27 gennaio 2010   | 7 maggio 2010    |
| 15 | When a Kid Goes Bad            | San Valentino                      | 10 febbraio 2010  | 14 maggio 2010   |
| 16 | What Are You Doin' in My Life? | Che cosa ci fai nella mia vita?    | 3 marzo 2010      | 21 maggio 2010   |
| 17 | Counting on You                | Conto su di te                     | 10 marzo 2010     | 28 maggio 2010   |
| 18 | Turn This Car Around           | Voglia di cambiare                 | 24 marzo 2010     | 4 giugno 2010    |
| 19 | Everything Man                 | Un uomo che sia tutto              | 31 marzo 2010     | 11 giugno 2010   |
| 20 | Wake up Time                   | Perde chi piange                   | 14 aprile 2010    | 18 giugno 2010   |
| 21 | Letting You Go                 | Strega a dieta                     | 28 aprile 2010    | 25 giugno 2010   |
| 22 | Feel a Whole Lot Better        | Amici con benefici                 | 5 maggio 2010     | 2 luglio 2010    |
| 23 | Breakdown                      | Il giorno del diploma              | 12 maggio 2010    | 9 luglio 2010    |
| 24 | Finding Out                    | Chi lo dice a Bobby?               | 19 maggio 2010    | 16 luglio 2010   |

## Single a 40 anni
- Titolo originale: Pilot
- Diretto da: Bill Lawrence
- Scritto da: Kevin Biegel e Bill Lawrence

### Trama
Jules è una donna sui 40 anni, divorziata da cinque mesi, che gestisce, insieme a Laurie, una ragazza sui venticinque anni, un'agenzia immobiliare. Attualmente Jules vive con il figlio diciassettenne di nome Travis, con il quale ha un rapporto aperto; con l'ex marito, un immaturo e libertino, ha ora un rapporto pacifico, seppur condito da una sarcastica ironia. Tra i vicini di casa spiccano la migliore amica Ellie e il quarantenne Grayson, con il quale Jules litiga spesso per via della superficialità dell'uomo e il fatto che lui cerca il sesso facile con ragazze più giovani anziché intraprendere una relazione più seria. 
 Laurie insiste molto affinché Jules si affacci nuovamente alla vita, magari conoscendo nuove persone, ma la donna non è molto convinta, i suoi coetanei o sono gay o sono troppo poco seri, le resterebbero solo i ragazzi più giovani. Una sera Laurie riesce comunque a convincere Jules ad uscire e, in un locale, conosce Matt, e ci fa del sesso. Per lei, ora, sembra esserci la prospettiva dell'inizio di una nuova vita.

## Ventenne per un weekend
- Titolo originale: Into the Great Wide Open
- Diretto da: Chris Koch
- Scritto da: Bill Lawrence

### Trama
Jules sta frequentando Josh, un ragazzo sui vent'anni, ma confessa all'amica Ellie di non farci sesso, preferisce aspettare il decimo appuntamento.
 Nel frattempo la collega Laurie continua a invitarla a serate divertenti. Un venerdì sera Jules beve troppo, tanto da divertirsi come non ha mai fatto fino ad ora. Ellie mal sopporta la nuova vita dell'amica e le fa capire di trovarla patetica, le due donne litigano, vano è il tentativo di Jules, almeno inizialmente, nel convincere Ellie che sta vivendo, per la prima volta, i suoi vent'anni, visto che prima non le era stato possibile, considerando il fatto che è rimasta incinta a ventidue anni. Dopo un sabato sera disastroso, in cui Jules risente fisicamente dei bagordi del giorno prima, la donna rientra a casa prima e trova Ellie ad attenderla. Le due amiche si riappacificano e Jules racconta a Ellie le avventure del giorno prima.
Intanto l'amicizia-antipatia tra Jules e il vicino Grayson si fa più forte, anche se lui sfotte spesso Jules perché non sa resistere, come invece riesce lui, alla vita dei ventenni.

## Il decimo appuntamento
- Titolo originale: Don't Do Me Like That
- Diretto da: Gail Mancuso
- Scritto da: Kevin Biegel

### Trama
È arrivato il tanto atteso decimo appuntamento tra Jules e Josh. La donna teme di non essere troppo attraente per fare del sesso con il ragazzo e decide di passare diverse ore dall'estetista, ma finirà con il fare tutto troppo di fretta, dovendosi occupare dei problemi amorosi di Laurie e della crisi materna di Ellie. 
 Jules e Josh fanno comunque sesso, e il modo in cui Josh esprime l'apprezzamento dell'amplesso fanno pensare a Jules che si tratti di una bugia, ciò fa così credere a Jules di non essere abile nel sesso. Ellie e Laurie cercano di tirarle su il morale, dicendole anche che deve essere più egoista e pensare meno agli altri. Proprio in quel momento Josh si rifà vivo, i due fanno nuovamente sesso, e, questa volta, Jules non ha dubbi: a letto ci sa fare. 
 Nel frattempo l'ex marito di Jules, Bobby, ha alcune incomprensioni con Travis, ma le cose si sistemano nel miglior modo mentre Grayson, dopo una lite burlesca con Jules, cerca di conoscere meglio Candiee, la ragazzina con cui esce; le cose, per lui, non vanno affatto bene: scopre che la ragazza è noiosa e vuota di valori e decide così di ritornare alla sua vecchia vita, ossia farci solo sesso, senza perdere tempo in conversazione.

## Non mollare mai
- Titolo originale: I Won't Back Down
- Diretto da: Michael Spiller
- Scritto da: Chrissy Pietrosh e Jessica Goldstein

### Trama
Mentre discute scherzosamente con Grayson, Jules ammette di trovarlo attraente, sicura che anche per lui sia lo stesso, ma l'uomo, per scherzo o verità, nega. 
 Jules comincia così un grottesco tentativo di seduzione, indossando vestiti sexy e chiedendogli di osservarla durante il giorno e di indicarle attraverso la luce accesa del garage di trovarla attraente. Il suo piano non va però a buon fine e così decide di vendicarsi: quando scopre che la ex moglie aspetta un figlio da un altro, Jules lo rivela a Grayson, non sapendo che il motivo per il quale i due hanno divorziato era proprio che lei non voleva bambini. Jules si ritrova così a dover consolare Grayson che, alla fine della discussione, accende però la luce del garage, spegnendola subito dopo che Jules gliel'ha fatto notare. 
 Nel frattempo Ellie non si sente attraente con il passare degli anni, ma il marito la tira su di morale, mentre Travis e il padre sono alle prese con una serie di giochi goliardici che li aiutano a instaurare una relazione più complice.

## Mi hai "rotto" il record
- Titolo originale: You Wreck Me
- Diretto da: Jamie Babbit
- Scritto da: Linda Videtti Figueiredo

### Trama
Jules frequenta ancora Josh, ma lo vede di rado, impegnata dal lavoro e dai guai dei suoi conoscenti. Per concedersi un po' di romanticismo promuove Laurie da assistente a agente immobiliare. Laurie sembra inizialmente poco capace, poi Jules si rende conto che la ragazza le somiglia molto, è come lei alla sua età! 
 Frequentando Josh, Jules è costretta ad ammettere di non trovare molto eccitanti i suoi baci, e gli insegna come fare facendogli baciare una mela. Il ragazzo, lentamente, migliora. 
 Nel frattempo Bobby e Grayson giocano insieme a golf, sport in cui Bobby eccelle, essendo lui il detentore di un record al circolo di golfisti. Il record, però, si rivelerà superabile, tanto che Grayson, inconsapevolmente, ne conquista uno nuovo; ciò rende molto triste Bobby che, con l'aiuto di Grayson, Andy e una bevuta, supera l'accaduto.

## Una donna innamorata (non sono io)
- Titolo originale: A Woman in Love (It's Not Me)
- Diretto da: Ken Whittingham
- Scritto da: Ryan Koh

### Trama
Mentre è fuori con gli amici di Josh, Jules capisce che gli atteggiamenti del ragazzo son fin troppo dolci e attenti rispetto a quelli che dovrebbero essere i gesti di un ragazzo impegnato in un semplice flirt; decide così di mettere subito le cose in chiaro con lui, chiedendogli di non innamorarsi, Josh sembra acconsentire, se non che, dopo poche ore chiama al telefono Jules dicendole di esserne innamorato. Lei è così costretta a chiudere con lui. La cosa, però, risulterà più difficile del previsto e Jules è carica di sensi colpa ma, alla fine, lo lascia. 
 Bobby, nel frattempo ha problemi economici e per guadagnare un po' svende alcuni oggetti e sfida Grayson e altri a golf.

## La ciurma del cul de sac
- Titolo originale: Don't Come Around Here No More
- Diretto da: Michael McDonald
- Scritto da: Sanjay Shah

### Trama
Jules esce per una sera con un uomo molto più vecchio di lei, tanto che Grayson l'accusa di non riuscire a stare sola e la sfida a farlo per una giornata intera. Il giorno scelto è un sabato. Tutto però sembra andare contro Jules: Bobby e Travis organizzano un barbecue in piscina, Laurie ha i suoi soliti problemi amorosi che Jules deve risolvere ed Ellie è in lite con Andy. Il risultato è che Jules perde la scommessa, passando un sabato spensierato, invitando anche Grayson. Al barbecue, intanto, sembra nascere una piccola simpatia tra Laurie e Travis, smorzata però dalla differenza d'età e dalla stessa Jules.

## Le due gorilla
- Titolo originale: Two Gunslingers
- Diretto da: Phil Traill
- Scritto da: Mary Fitzgerald

### Trama
Si sta per avvicinare il quarantunesimo compleanno di Jules e lei cerca di far credere a tutti di compierne trentaquattro. 
Per festeggiare decide di regalarsi una giornata alla terme, portando con sé sia Ellie che Laurie con la promessa che entrambe andranno d'accordo tra loro. Durante la vacanza Jules cercherà di lasciarsi andare il più possibile, ma le cose non vanno poi così bene, Laurie ed Ellie litigano e mentre si rilassa nell'idromassaggio Jules incontra una coppia del paese: Frank e Shanna, i due coniugi non fanno che litigare perché lui trova molto attraente Jules e lei ne è gelosa. 
La vacanza termina con una finta riappacificazione tra Ellie e Laurie, per far contenta Jules e un ballo tra Jules e un giovane ragazzo gay, che si rivelerà l'unica persona carina incontrata durante la vacanza. 
Nel frattempo, Travis è alle prese con un appuntamento galante, ma Grayson gli mette i bastoni tra le ruote; il vicino di casa, infatti, invitato da Jules, controlla il ragazzo, tanto che Travis, per ripicca e per sentirsi libero, si finge gay tra le risate non viste di Andy; Grayson, per tranquillizzare Travis, gli rivela che anche lui, da preadolescente, ha baciato un cugino. Travis a quel punto ricatta in maniera divertente e sottile Grayson, continuando così a frequentare la ragazza.

## La ragazza di Travis
- Titolo originale: Here Comes My Girl
- Diretto da: Lee Shallat Chemel
- Scritto da: Sam Laybourne

### Trama
È il giorno del Ringraziamento, Jules decide di invitare gli amici per festeggiare, gli invitati sono Andy, Ellie, Laurie, Grayson, Bobby e Travis con la sua nuova fidanzata. Jules è molto eccitata all'idea di conoscere questa ragazza e chiede a Travis se ha intenzione di farci del sesso, il ragazzo ammette di sì, Jules gli dà dei piccoli consigli, ma quando viene a sapere che l'amplesso sarà consumato molto prima di quanto lei pensasse va in panico e cerca di far capire ai due ragazzi i rischi del sesso. La ragazza di Travis, un po' offesa decide di lasciare la casa di Jules, ma quest'ultima, per convincerla a non farlo, le dice che sta solo cercando di aiutare Travis e la informa anche che il ragazzo è vergine. 
Forse per quest'informazione la giovane si addolcisce un po' e si riappacifica con Travis. 
Nel frattempo mentre parlano con Andy della loro donna ideale, Grayson e Bobby sono costretti ad ammettere di trovarla in Jules, e così i due entrano in una goliardica competizione.

## L'uomo del mistero
- Titolo originale: Mystery Man
- Diretto da: John Putch
- Scritto da: Christine Pietrosh e Jessica Goldstein (sceneggiatura); Kevin Biegel (soggetto)

### Trama
Jules sta facendo vedere una casa a Jeff, un uomo vicino ai quaranta, abile playboy e dal fascino magnetico. 
Tra Jeff e Jules nasce una simpatia, condita sempre dalle paure dei legami di Jules, che però, alla fine, e dopo aver passato una serata noiosa con il bel Ryan, porta la donna a decidere di uscire con lui. 
 Nel frattempo Bobby consola Grayson che ha appena saputo che l'ex moglie ha avuto un bambino dal suo nuovo compagno, e Andy è alle prese con alcuni stratagemmi per cercare di faticare il meno possibile con il figlio neonato, ciò fa un po' arrabbiare Ellie, ma alla fine, tutto finisce con un abbraccio.

## Quello che le donne non dicono
- Titolo originale: Rhino Skin
- Diretto da: Millicent Shelton
- Scritto da: Kate Purdy

### Trama
Andy mentre è in cucina a chiacchierare con Ellie e Jules si rende conto che Travis conosce poco la mentalità femminile e decide di dargli una mano. 
 L'uomo diventa per Travis una specie di guru, gli spiega come comportarsi con le donne nei momenti in cui sono arrabbiate, deluse o ferite; Travis inizialmente non prende sul serio i consigli di Andy, poi, però, si rende conto che le sue sono vere e proprie perle di saggezza. 
 Nel frattempo Jules si trova a dover discutere con un'acida dermatologa, la donna, apparentemente sicura di sé, si rivelerà, qualche attimo dopo, la nuova compagna di Bobby; a Jules quest'unione non piace assolutamente, soprattutto per il fatto che la donna non fa altro che darsi arie e far sentire inferiore Jules. Laurie esce con un ragazzo altolocato, ma si sente a disagio perché crede di piacergli perché la crede una ragazza dell'alta società, Grayson però la rassicura subito, dicendole che quello che a Smith interessa sono, nell'ordine: culo, tette e viso. Laurie così continua ad uscire con il ragazzo. La relazione tra Jeff e Jules prosegue, lui è anche molto divertente e geloso, giocando anche con e Ellie, fingendosi attratti l'uno dall'altra. 
- Guest star: Lisa Kudrow (dottoressa Amy Evans)

## Il penny nel barattolo
- Titolo originale: Scare Easy
- Diretto da: Chris Koch
- Scritto da: Kevin Biegel

### Trama
Jules frequenta ancora Jeff, la relazione tra i due sembra farsi piuttosto seria, questo preoccupa un po' la donna che dichiara all'uomo di volersi sentire libera da ogni legame. Jeff, che invece cerca una relazione seria, la lascia. Laurie frequenta ancora Smith ma dopo la partenza di lui per il college la ragazza ci rimane male, buttandosi tra le braccia del suo migliore amico, ma non lasciandosi andare perché viene fermata da un piano arguto di Grayson. Tra quest'ultimo e Laurie nasce una simpatia e infine un bacio. 

## Prima o poi
- Titolo originale: Stop Dragging My Heart Around
- Diretto da: Michael McDonald
- Scritto da: Mara Brock Akil

### Trama
Dopo la rottura con Jeff, Jules è giù di tono e cerca un modo per tirarsi su, decide così di andare a trovare Bobby, e durante una serata all'insegna della spensieratezza ci fa del sesso. Il giorno dopo Jules si confida subito con Ellie, quest'ultima le consiglia di essere immediatamente sincera con Bobby, mettendo in chiaro che il ritorno di fiamma è stato solo temporaneo. Jules ascolta l'amica e Bobby, pur rimanendoci male, capisce l'ex moglie. Nel frattempo Travis ha la sua prima volta e Andy lo scopre. Laurie e Grayson invece iniziano una relazione basata sul sesso, lei si sente però combattuta, soprattutto quando viene a sapere che sia Jules che Grayson si considerano i possibili partner di un futuro indefinibile. Grayson rassicura però Laurie, per ora non ha nessuna intenzione di iniziare una relazione con Jules.
- Nota. Durante la chiacchierata tra Travis e i genitori, alla tv si può vedere la trasmissione dell'episodio Le mie ultime parole della serie Scrubs - Medici ai primi ferri in cui compare Courteney Cox come guest star.

## Il fine non giustifica i mezzi
- Titolo originale: All the Wrong Reasons
- Diretto da: Michael Spiller
- Scritto da: Peter Saji

### Trama
Jules chiede ad Andy di stare vicino a Bobby perché teme che l'ex marito abbia preso male la fine del loro breve ritorno di fiamma. Andy, così, cerca di passare il più tempo possibile con Bobby, ed insieme a Grayson organizzano dei party nella barca-casa di Bobby e si ubriacano più volte. Sia Andy che Grayson, però, si rendono conto che far bere Bobby non è soluzione migliore per fargli superare la delusione subita, Andy allora parla con Bobby che decide di bere di meno e di contare più sulle sue forze. 
La relazione tra Laurie e Grayson, intanto, giunge al capolinea, Laurie decide comunque di non rivelare nulla a Jules, avvinandosi invece a Travis, diventando ormai la voce della sua coscienza.
 Jules, nel frattempo, si ritrova a competere con Ellie per via di un istruttore di tennis molto attraente, le due donne litigheranno anche, Ellie accusa Jules di egoismo e Jules non può far altro che ammettere di esserlo diventata, chiede scusa e tra le due amiche torna il sereno.

## San Valentino
- Titolo originale: When a Kid Goes Bad
- Diretto da: Michael McDonald
- Scritto da: Linda Videtti Figueiredo

### Trama
Mancano pochi giorni a San Valentino, Jules è piuttosto triste per via del fatto che, dopo trent'anni, si ritroverà a festeggiare la festa degli innamorati da sola. La donna decide così di invitare Grayson a trascorrere con lei la serata, l'uomo, però, non sembra molto ben intenzionato, ritenendo la festa una scusa delle case produttrici di dolci per fare più soldi. 
 Nel frattempo, fa il suo ritorno dall'università Smith, il ragazzo con cui, qualche tempo prima, Laurie si vedeva. La ragazza si trova molto bene con lui e Smith le fa anche conoscere il padre, un ricco industriale. All'uomo Laurie non risulterà molto simpatica e la giudicherà una ragazza volgare e priva di eleganza. Il tutto, però, finirà nel migliore dei modi, anche grazie a un atto di convincemento che Andy fa sul padre di Smith. 
 Prima di San Valentino Travis chiede a Jules il permesso di andare ad una festa, lei glielo concede, facendosi promettere che non tornerà a casa ubriaco; Travis, a malincuore, è costretto ad accettare il patto. Bobby, però, concede l'opportunità di bere al figlio e lo va a prendere invece che farlo guidare ubriaco. Jules scopre tutto, ma la cosa risulterà poi essere un piano ben architettato da Jules e Bobby, i due, infatti, si sono messi d'accordo affinché Travis possa bere ma non tornare a casa in stato d'ebbrezza. 
 L'episodio finisce durante la sera di San Valentino, quando Grayson chiede a Jules di uscire di casa e di guardare la casa di Ellie tappezzata con luci e addobbi natalizi.

## Che cosa ci fai nella mia vita?
- Titolo originale: What Are You Doin' in My Life?
- Diretto da: Gail Mancuso
- Scritto da: Jessica Goldstein e Chrissy Pietrosh

### Trama
Mentre stanno mostrando una casa ad un acquirente, Laurie si rende conto di voler per sé quell'abitazione e lo rivela subito a Jules. Laurie necessita di un garante per chiedere il mutuo e chiede così aiuto alla madre. Quest'ultima è una donna molto appariscente, di mestiere finge di essere vittima di incidenti stradali per poter usufruire dei guadagni dell'assicurazione. I rapporti tra Laurie e la madre non sono molto idilliaci, tant'è che spesso è la ragazza a doversi occupare della donna, anziché viceversa. Jules nota subito l'attrito tra le due, e, dopo una lite con la madre di Laurie, decide di fare lei da garante alla ragazza. 
 Intanto Travis si trova a dover aiutare in alcune faccende domestiche Barbie, la datrice di lavoro di Jules, dopo un intervento di chirurgia estetica finito male, e Bobby viene rapinato da una donna, finendo così per essere deriso da Grayson, Ellie e, anche se meno platealmente, da Andy.

## Conto su di te
- Titolo originale: Counting on You
- Diretto da: Gail Mancuso
- Scritto da: Melody Derloshon

### Trama
Jules si trova a discutere con gli amici e Travis sulla possibilità che gli uomini e donne possano essere amici; a quanto pare è lei l'unica a crederlo possibile. La donna, cercando conferma alla sua convinzione, prima cerca tutti i ragazzi con cui è stata amica in passato, scoprendo che tutti vorrebbero copulare con lei, e poi comincia a frequentare con più frequenza il vicino di casa Tom, un uomo non molto attraente che le ha sempre dimostrato cordialità e gentilezza. Jules si confiderà molto con Tom, se non che, mentre la sta consolando, Tom le tocca il sedere. Jules mette così fine all'amicizia. 
 Nel frattempo Andy ed Ellie litigano perché lui ha comprato una moto da Laurie senza chiedere consiglio a lei. Jules cerca, in qualche modo, di fare da paciere, non riuscendoci. La coppia, alla fine, si riappacifica, Ellie consente di guidare la moto ad Andy sotto la sua supervisione, Andy accetta, sapendo quanto la moglie sia impaurita dalle moto e quanto lui sia poco in grado di guidarle. 
 Travis e Bobby, invece, vivono un weekend "tra uomini", il padre insegna al ragazzo il nooting, uno sport simile alla pesca sprovvisto però di canna, i pesci, infatti, vengono pescati con le mani, le braccia fanno da esca. 
 Mentre cerca invano di far amicizia con Tom e mentre osserva la riconciliazione tra Andy ed Ellie, Jules e Grayson si avvicinano, entrambi, infatti, sono costretti ad ammettere che in prossimo futuro vorranno anche loro essere complici e innamorati come Andy ed Ellie.

## Voglia di cambiare
- Titolo originale: Turn This Car Around
- Diretto da: John Putch
- Scritto da: Mary Fitzgerald, Peter Saji e Kate Purdy

### Trama
Jules ha un incidente d'auto mentre parla al telefonino, comprende così di dover cambiare abitudini di vita, smettendo anche di bere il vino che tanto adora. 
 Gli amici cercano di dissuaderla, tutti convinti che a quell'età è molto difficile modificarsi, Jules, non vinta, continua la sua lotta e per alcuni giorni non beve, diventando una donna più opprimente e noiosa, riprendendo così a bere e convincendosi di non poter cambiare a più di quarant'anni. La sua convinzione, però, viene a cambiare non appena ferma l'auto per rispondere al cellulare. 
 Bobby ha appena acquistato un cane di taglia grossa, che non va assolutamente d'accordo con Andy.
 Grayson, invece, esce con Sarah, una donna di quarant'anni, ciò mette un po' in crisi l'uomo, la donna, infatti, gli porrà diverse domande sulla sua vita privata, mettendolo così a disagio. L'appuntamento lo turberà molto, tanto da portarlo a capire di sentirsi stanco delle notti sesso e superficialità con ragazze molto giovani e, così, continua a frequentare la donna. 
- Guest star: Sheryl Crow (Sarah)

## Un uomo che sia tutto
- Titolo originale: Everything Man
- Diretto da: Michael McDonald
- Scritto da: Sam Laybourne

### Trama
Grayson continua a uscire con Sarah, la relazione tra i due sembra proseguire nel migliore dei modi, dopo averla presentata agli amici, però, tutti, soprattutto Jules, si rendono conto di quanto Grayson sia eccessivamente dolce e attento nei confronti della donna, mettendo fine ad ogni forma di mistero. Jules ne parla con Grayson che inizialmente l'accusa di gelosia, ma poi, dopo che Sarah sembra infastidita dalle eccessive attenzione di Grayson, l'uomo si ricrede e chiede scusa a Jules. La relazione tra Grayson e Sarah, così, continua senza alcun intoppo, rendendo Jules un po' inquieta, divisa tra la gioia che prova nel vedere l'uomo felice e dall'attrazione che sente per lui che, ora, sembra non aver speranza. 
 Andy ed Ellie, nel frattempo, organizzano un modo per rendere maggiormente piccanti i loro incontri sessuali, Ellie è infatti infastidita dall'eccessivo desiderio che Andy sente nei suoi confronti, gli chiede così di lasciare fare a lei il primo passo. 
 Travis si iscrive ad un corso di fotografia, scattando immagini compromettenti a tutti gli amici della madre e alla sua ragazza. 
- Guest star: Sheryl Crow (Sarah).

## Perde chi piange
- Titolo originale: Wake Up Time
- Diretto da: John Putch
- Scritto da: Michael McDonald

### Trama
Travis viene lasciato da Kylie, la sua ragazza, appena lo viene a sapere Jules cerca di stare vicina al figlio, consolandolo e affrontando anche la stessa Kylie. È proprio durante l'incontro con la ragazza che Jules scopre il motivo per cui la relazione tra i due ragazzi è finita: un tradimento di Travis. Jules è negativamente colpita da questo e teme che il figlio abbia ereditato il gene del tradimento dal padre Bobby. Quando Kylie perdona Travis, Jules cerca di farle cambiare idea, salvo poi tornare sui suoi passi non appena la ragazza le rivela che anche lei ha tradito Travis. Tutta questa situazione rattrista Jules che si rende conto di essere stata tradita da tutti gli uomini con cui è stata, per una conferma Jules va anche a trovare Jeff che le rivela che anche lui, prima che facessero sul serio, la tradì. Grayson cerca di consolare l'amica, avendo, così, dei problemi con Sarah che si sente trascurata e di troppo, Grayson cerca di rassicurarla, ma quando non rispetta un appuntamento passando la serata a conosolare Jules, Sarah lo lascia. Grayson, guardando Jules rientrare in casa sembra comprende di provare un sentimento in realtà mai completamente celato. 
 Nel frattempo Laurie e Andy sono alla ricerca di una somiglianza tra lui e il figlio Stan. I due cercheranno di trovare in Stan qualche passione in comune al padre, ma, è Ellie a mettere a conoscenza Andy di un netto aspetto comune tra i due: un pene di dimensioni sopra la media.
- Guest star: Sheryl Crow (Sarah).

## Strega a dieta
- Titolo originale: Letting You Go
- Diretto da: Michael McDonald
- Scritto da: Mara Brock Akil

### Trama
Travis viene ammesso in due università: una in California e l'altra in Florida, a pochi minuti dalla casa natia. Jules, egoisticamente, cerca di convincere il figlio ad accettare la proposta dell'università più vicina, ma Travis sembra tentennante. Parlando con Ellie, Bobby e grazie al conforto di Grayson, Jules capisce che deve lasciare libero il figlio e gli dice che lo appoggerà in ogni sua scelta, Travis sceglie l'università della Florida, Jules è elettrizzata, insieme vanno anche a visitare il campus, poi Travis rivela alla madre che in ogni caso se ne andrebbe di casa per vivere in facoltà, per Jules è un altro duro colpo, Grayson è lì per lei, con un bacio. 
 Smith, il ragazzo con cui Laurie ha una relazione, si laurea e torna in città. Laurie ne è felice, ma dopo breve si annoia per la mancanza di brivido nella relazione. Il giovane finge anche di essere venuto alle mani con un ragazzo con cui Laurie ha avuto un flirt per cercare di risollevare la situazione, Laurie, inizialmente arrabbiata, capisce poi che Smith potrebbe essere quello giusto, la persona con cui condividere una bella storia d'amore, e lo perdona. 
 Andy si sente un po' oppresso dal matrimonio, a volte nutre il desiderio di divertirsi da solo, ballando o mangiando quel che vuole, senza che nessuno lo sappia; sotto consiglio di Grayson e del vicino Tom, Andy si sveglia in piena notte per dare sfogo ai suoi desideri, quando Ellie lo viene a sapere inizialmente si irrita col marito, per poi comprenderlo non appena lui le spiega tutto.

## Amici con benefici
- Titolo originale: Feel a Whole Lot Better
- Diretto da: John Putch
- Scritto da: Sanjay Shah

### Trama
Il bacio tra Grayson e Jules si è trasformato in una vera e propria serata d'amore, i due decidono di diventare "amici con benefici" ovvero di avere una relazione sessuale ma continuando a rimanere amici. La cosa sembra funzionare fino a che Jules capisce che vuole essere molto più di un'amica per Grayson. Nel frattempo Bobby trascina Travis in una "caccia al palloncino" che consiste nel riuscire a prendere un palloncino gonfiato con elio contenente dei soldi. 
 Andy, invece, oltre ad occuparsi anche lui della caccia al palloncino, assume una tata per aiutare Ellie, la donna accetta con gioia, prendendo il gesto come un atto d'amore del marito. L'intenzione di Andy, invece, è puramente egoistica: vuole maggiore tempo per ballare e divertirsi con la moglie. Laurie si diverte a stuzzicare Ellie sul fatto che gli serve una tata nonostante sia disoccupata, Ellie si sente allora costretta a licenziare la nuova assunta. Alla fine dell'episodio Jules confessa a Grayson i suoi reali sentimenti e l'uomo, che inizialmente aveva rifiutato la situazione, le lascia intendere baciandola che è ben disposto a impegnarsi.

## Il giorno del diploma
- Titolo originale: Breakdown
- Diretto da: Bill Lawrence
- Scritto da: Bill Lawrence e Kevin Biegel

### Trama
La relazione tra Grayson e Jules prosegue ancora in incognito, la donna, infatti, non è pronta a far sapere agli amici della storia, l'unica ad esserne a conoscenza è Ellie. 
 Travis, intanto, è alle prese con il diploma. Tutti sono molto emozionati e in agitazione per lui, soprattutto Jules che arriva anche a spingere il ragazzo a candidarsi come l'uomo medio che leggerà il discorso di fine anno. Travis viene scelto e Jules, incuriosita, arriva anche a leggere il discorso del figlio, rimanendoci molto male quando scopre che Travis ha elogiato molto più il padre che lei. Prima di diplomarsi Travis rivela alla madre che il discorso è incentrato molto sul padre per il fatto che Bobby ha ammesso di trovare gli anni del liceo i migliori della sua vita, e, in qualche modo, Travis ha voluto omoggiarlo. 
 Il giorno del diploma Laurie avrebbe dovuto andare alle Bahamas con Smith, ma, dopo aver sentito Jules "minacciare di morte" Ellie se fosse mancata alla cerimonia, Laurie si sente messa da parte e decide di annullare la sua partenza, rivelando a Ellie il suo dispiacere per via dell'atteggiamento di Jules. Ellie, dal canto suo, rivela tutto a Jules, che, ad insaputa di Laurie, fa credere a quest'ultima di ritenerla una della famiglia e di ritenere essenziale la sua presenza al diploma. 

## Chi lo dice a Bobby?
- Titolo originale: Finding Out
- Diretto da: Michael McDonald
- Scritto da: Ryan Koh

### Trama
Ormai anche Travis e Laurie vengono a conoscenza della relazione tra Grayson e Jules. L'unico a cui non viene ancora detto nulla è Bobby. Nessuno sembra intenzionato a rivelarglielo, probabilmente per paura della sua reazione. Grayson, dopo che con Jules ha provato a dire tutto a Bobby, elabora un piano per far sapere tutto all'ex di Jules in maniera indolore: organizza un party in spiaggia in cui sono presenti tutti, ma nessuno dovrà comportarsi come una coppia, solo come amici. La festa è un successo, Grayson e Jules, entusiasti, si scambiano un bacio di cui Bobby è testimone. Inizialmente, all'incirca per trenta secondi, Bobby si sente tradito e solo, poi però capisce che i due sono veramente legati e accetta la loro relazione.
 Travis litiga con Kylie per aver dimenticato il loro settimo mesiversario, Laurie ed Ellie aiutano molto il ragazzo, soprattutto lo incitano ad avere una tecnica di reazione per sopportare le crisi di rabbia delle donne dopo una delusione, nei primi tempi Travis sembra un disastro, ma poi si scopre che in realtà una tecnica l'ha sempre avuta: assecondarle in tutto e per tutto.